# Parachernes subrotundatus
Espèce
Synonymes
- Chelifer subrotundatus Balzan, 1892

Parachernes subrotundatus est une espèce de pseudoscorpions de la famille des Chernetidae.

## Distribution
Cette espèce se rencontre au Venezuela et au Paraguay.

## Description
L'holotype mesure 2,70 mm.

## Publication originale
- Balzan, 1892 : Voyage de M. E. Simon au Venezuela (Décembre 1887 - Avril 1888). 16e mémoire (1) Arachnides. Chernetes (Pseudoscorpiones). Annales de la Société Entomologique de France, vol. 60, p. 497-552 (texte intégral).